# سیارک ۲۱۹۲۵
سیارک ۲۱۹۲۵ (به انگلیسی: 21925 Supasternak، نامگذاری:1999VW53) بیست و یک هزار و نهصد و بیست و پنجمین سیارک کشف شده‌است که در ۴ نوامبر ۱۹۹۹ کشف شد.
قدر مطلق سیارک برابر ۱۱.۷ است.